# Saison 3 de Black-ish
Chronologie
Saison 2 Saison 4
Cet article présente le guide des épisodes de la troisième saison de la série télévisée américaine Black-ish.

## Généralités
- Aux États-Unis, cette saison a été diffusée du 21 septembre 2016 au 10 mai 2017 sur le réseau ABC.
- Au Canada, la saison a été diffusée en simultané sur Citytv.
- Le 13 décembre 2016, ABC prolonge la saison de deux épisodes supplémentaires portant finalement la saison à 24 épisodes[1].

## Distribution

### Acteurs principaux
- Anthony Anderson (VF : Sébastien Hébrant) : Andre « Dre » Johnson Sr.
- Tracee Ellis Ross (VF : Marcha Van Boven): Dr Rainbow « Bow » Johnson
- Laurence Fishburne (VF : Robert Guilmard) : Earl « Pops » Johnson
- Yara Shahidi (VF : Aaricia Dubois) : Zoey Johnson
- Marcus Scribner (VF : Esteban Oertli) : Andre Johnson Jr.
- Miles Brown (VF : Arsène Van Der Bruggen) : Jack Johnson
- Marsai Martin (VF : Noa Lecot) : Diane Johnson
- Jenifer Lewis (VF : Monique Schlusselberg) : Ruby Johnson
- Peter Mackenzie (en) : Mr. Stevens[2]

### Acteurs récurrents
- Deon Cole : Charlie Telphy
- Jeff Meacham (VF : Maxime Donnay) : Josh
- Nelson Franklin (en) : Connor Stevens
- Wanda Sykes : Daphne Lido
- Allen Maldonado : Curtis
- Daveed Diggs : Johan [3]
- Lorraine Toussaint : Almaviligerais[4] (épisode 7)
- Catherine Reitman : Lucy (épisode 12)
- Raven-Symoné (VF : Micheline Tziamalis) : Rhonda Johnson (épisode 20)
- Rashida Jones : Santamonica[5] (épisode 21)
- Chris Parnell : Dean Parker[6] (épisode 23)
- Matt Walsh : President Schock[6] (épisode 23)
- Trevor Jackson : Aaron[6] (épisode 23)

## Épisodes

### Épisode 1:Vacances en première classe
- États-Unis /  Canada : 21 septembre 2016 sur ABC[7] / Citytv{
- France : 18 février 2018 sur Canal+

- États-Unis : 6,39 millions de téléspectateurs[8] (première diffusion)

Jim Rash (Cody)

### Épisode 2:Les croisades de Dre
- États-Unis /  Canada : 28 septembre 2016 sur ABC / Citytv
- France : 18 février 2018 sur Canal+

- États-Unis : 5,58 millions de téléspectateurs[9] (première diffusion)

Daveed Diggs (Johan)

### Épisode 3:Junior Président
- États-Unis /  Canada : 5 octobre 2016 sur ABC / Citytv
- France : 25 février 2018 sur Canal+

- États-Unis : 5,18 millions de téléspectateurs[10] (première diffusion)

- Daveed Diggs (Johan)
- Nelson Franklin (Connor Stevens)

### Épisode 4:Qui a peur du grand homme noir?
- États-Unis /  Canada : 12 octobre 2016 sur ABC / Citytv
- France : 25 février 2018 sur Canal+

- États-Unis : 5,84 millions de téléspectateurs[11] (première diffusion)

- Daveed Diggs (Johan)
- Jeff Meacham (Josh)
- Allen Maldonado (Curtis)
- Nicole Sullivan (Janine)
- Chris Hansen (lui-même)

### Épisode 5:La Purge
- États-Unis /  Canada : 26 octobre 2016 sur ABC / Citytv
- France : 4 mars 2018 sur Canal+

- États-Unis : 5,74 millions de téléspectateurs[12] (première diffusion)

- Deon Cole (Charlie Telphy)
- Jeff Meacham (Josh)
- Nelson Franklin (Connor Stevens)
- Nicole Sullivan (Janine)
- Markees Christmas (Eustace)

### Épisode 6:Le plus intelligent
- États-Unis /  Canada : 9 novembre 2016 sur ABC / Citytv
- France : 4 mars 2018 sur Canal+

- États-Unis : 5,27 millions de téléspectateurs[13] (première diffusion)

- Jeff Meacham (Josh)
- Nelson Franklin (Connor Stevens)
- Kent Faulcon (Principal Green)

### Épisode 7:La trêve de Thanksgiving
- États-Unis /  Canada : 16 novembre 2016 sur ABC / Citytv
- France : 11 mars 2018 sur Canal+

- États-Unis : 5,56 millions de téléspectateurs[14] (première diffusion)

Lorraine Toussaint (Almaviligerais)

### Épisode 8:50 nuances de noir
- États-Unis /  Canada : 30 novembre 2016 sur ABC / Citytv
- France : 11 mars 2018 sur Canal+

- États-Unis : 5,37 millions de téléspectateurs[15] (première diffusion)

- Beau Bridges (Paul)
- Daveed Diggs (Johan Johnson)
- Deon Cole (Charlie Telphy)
- Jeff Meacham (Josh)
- Nelson Franklin (Connor Stevens)
- Wanda Sykes (Daphne Lido)

### Épisode 9:Les pistonnés
- États-Unis : 7 décembre 2016 sur ABC
- France : 18 mars 2018 sur Canal+
- Canada : non-diffusé sur Citytv

- États-Unis : 4,22 millions de téléspectateurs[16] (première diffusion)

- Daveed Diggs (Johan Johnson)
- Deon Cole (Charlie Telphy)
- Jeff Meacham (Josh)
- Nelson Franklin (Connor Stevens)
- Editor of Teen Vogue Elaine Welteroth (elle-même)

### Épisode 10:La divine enfant
- États-Unis /  Canada : 14 décembre 2016 sur ABC / Citytv
- France : 18 mars 2018 sur Canal+

- États-Unis : 5,46 millions de téléspectateurs[17] (première diffusion)

- Daveed Diggs (Johan)
- Tyra Banks (Gigi)

### Épisode 11:Les dangers d'internet
- États-Unis /  Canada : 4 janvier 2017 sur ABC / Citytv
- France : 25 mars 2018 sur Canal+

- États-Unis : 5,79 millions de téléspectateurs[18] (première diffusion)

- Deon Cole (Charlie Telphy)
- Nelson Franklin (Connor Stevens)

### Épisode 12:L'amour contre la division
- États-Unis /  Canada : 11 janvier 2017 sur ABC / Citytv
- France : 25 mars 2018 sur Canal+

- États-Unis : 5,68 millions de téléspectateurs[19] (première diffusion)

- Deon Cole (Charlie Telphy)
- Wanda Sykes (Daphne)
- Allen Maldonado (Curtis)
- Catherine Reitman (Lucy)
- Nelson Franklin (Connor Stevens)

### Épisode 13:Un homme en colère
- États-Unis /  Canada : 18 janvier 2017 sur ABC / Citytv
- France : 1er avril 2018 sur Canal+

- États-Unis : 4,60 millions de téléspectateurs[20] (première diffusion)

- Daveed Diggs (Johan)
- Wanda Sykes (Daphne Lido)
- Jeff Meacham (Josh)
- Nelson Franklin (Connor Stevens)
- Allen Maldonado (Curtis)

### Épisode 14:Un prénom, une histoire
- États-Unis /  Canada : 8 février 2017 sur ABC / Citytv
- France : 1er avril 2018 sur Canal+

- États-Unis : 5,31 millions de téléspectateurs[21] (première diffusion)

- Deon Cole (Charlie Telphy)
- Jeff Meacham (Josh)
- Nelson Franklin (Connor Stevens)
- Diane Farr (Rachel)
- Annelise Grace (Megan)

### Épisode 15:Le meilleur d'entre nous
- États-Unis /  Canada : 15 février 2017 sur ABC / Citytv
- France : 8 avril 2018 sur Canal+

- États-Unis : 5,27 millions de téléspectateurs[22] (première diffusion)

- Deon Cole (Charlie Telphy)
- Jeff Meacham (Josh)
- Nelson Franklin (Connor Stevens)
- Faizon Love (Sha)
- Marla Gibbs (Mabel)
- Ron Funches (Ledarius)
- Affion Crockett (T Will)
- Chris Spencer (Ronnie)

### Épisode 16:Juré d'un jour
- États-Unis /  Canada : 22 février 2017 sur ABC / Citytv
- France : 8 avril 2018 sur Canal+

- États-Unis : 5,32 millions de téléspectateurs[23] (première diffusion)

- Deon Cole (Charlie Telphy)
- Jeff Meacham (Josh)
- Nicole Sullivan (Janine)
- Allen Maldonado (Curtis)

### Épisode 17:Le scandale de la poupée
- États-Unis /  Canada : 8 mars 2017 sur ABC / Citytv
- France : 15 avril 2018 sur Canal+

- États-Unis : 5,09 millions de téléspectateurs[24] (première diffusion)

- Deon Cole (Charlie Telphy)
- Jeff Meacham (Josh)
- Nicole Sullivan (Janine)
- Allen Maldonado (Curtis)
- Isaac Ryan Brown (Young Dre)
- Casey Wilson (Patrice)
- Doris Bowman (Doris)

### Épisode 18:La maternité selon Dre
- États-Unis /  Canada : 15 mars 2017 sur ABC / Citytv
- France : 15 avril 2018 sur Canal+

- États-Unis : 4,88 millions de téléspectateurs[25] (première diffusion)

- Deon Cole (Charlie Telphy)
- Jeff Meacham (Josh)
- Nelson Franklin (Connor)
- Regina Hall (Vivian)
- Diane Farr (Rachel)
- Andy Daly (Dr Windsor)
- Mike C. Nelson (Nurse Larry)

### Épisode 19:Une campagne qui déchire
- États-Unis /  Canada : 29 mars 2017 sur ABC / Citytv
- France : 22 avril 2018 sur Canal+

- États-Unis : 4,93 millions de téléspectateurs[26] (première diffusion)

- Deon Cole (Charlie Telphy)
- Jeff Meacham (Josh)
- Nicole Sullivan (Janine)
- Chris Brown (Rich Youngsta)

### Épisode 20:Les apparences sont trompeuses
- États-Unis /  Canada : 5 avril 2017 sur ABC / Citytv
- France : 22 avril 2018 sur Canal+

- États-Unis : 4,58 millions de téléspectateurs[27] (première diffusion)

Raven-Symoné (Rhonda Johnson)

### Épisode 21:Quand les poussins quittent le nid
- États-Unis /  Canada : 26 avril 2017 sur ABC / Citytv
- France : 29 avril 2018 sur Canal+

- États-Unis : 4,42 millions de téléspectateurs[28] (première diffusion)

- Rashida Jones (Santamonica)
- Daveed Diggs (Johan)
- Anna Deavere Smith (Alicia)
- Deon Cole (Charlie Telphy)
- Jeff Meacham (Josh)
- Nelson Franklin (Connor)

### Épisode 22:Ma soeur cette inconnue
- États-Unis /  Canada : 26 avril 2017 sur ABC / Citytv
- France : 29 avril 2018 sur Canal+

- États-Unis : 4,22 millions de téléspectateurs[28] (première diffusion)

- Deon Cole (Charlie Telphy)
- Jeff Meacham (Josh)
- Nelson Franklin (Connor)
- Annelise Grace (Megan)

### Épisode 23:Premiers pas à l'université
- États-Unis /  Canada : 3 mai 2017 sur ABC / Citytv
- France : 6 mai 2018 sur Canal+

- États-Unis : 4,17 millions de téléspectateurs[29] (première diffusion)

- Jeff Meacham (Josh)
- Deon Cole (Charlie Telphy)
- Chris Parnell (Dean Parker)
- Matt Walsh (President Schock)
- Mallory Sparks (Miriam)
- Trevor Jackson (Aaron)

### Épisode 24:En attendant bébé
- États-Unis /  Canada : 10 mai 2017 sur ABC[30] / Citytv
- France : 6 mai 2018 sur Canal+

- États-Unis : 4,75 millions de téléspectateurs[31] (première diffusion)

- Daveed Diggs (Johan)
- Deon Cole (Charlie Telphy)
- Salome Azizi (Doctor Aziz)
- Christy Meyers (Hannah)